# Англо-нубийская коза

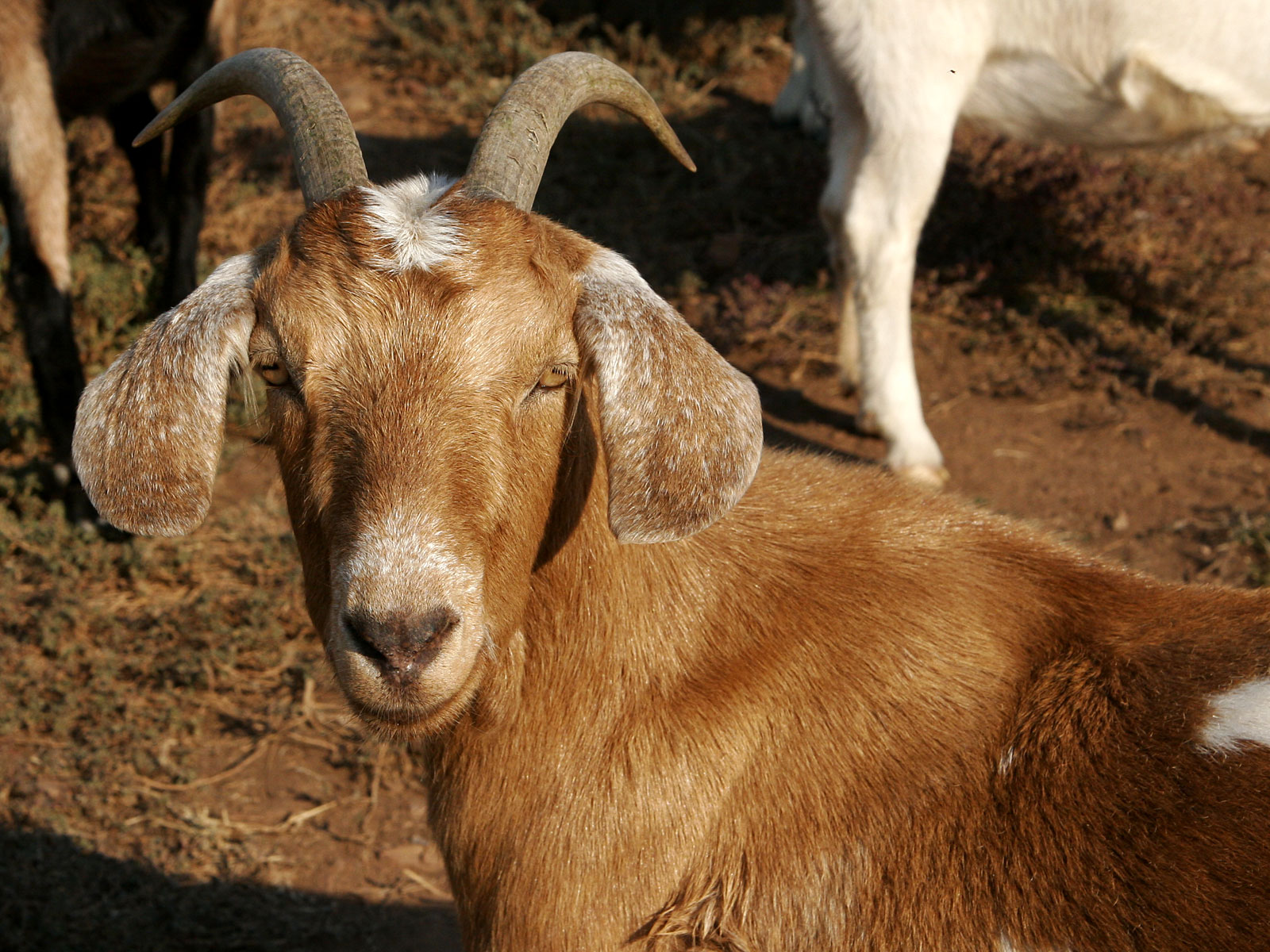
Коричневый нубийский козел

Англо-нубийская порода, или Нубиан, — британская порода домашних коз. Была получена в XIX веке благодаря скрещиванию между коренными британскими козами и смешанной популяцией крупных вислоухих коз. Были привезены из Индии, Ближнего Востока и Северной Африки. Отличительными характеристиками породы являются большие, висящие уши и «римский» нос. В отличие от других молочных коз, благодаря своему ближневосточному наследию англо-нубийцы могут жить в очень жарком климате, а также имеют более продолжительный сезон размножения. Породу активно вывозили в другие страны, и сейчас она распространена более чем в шестидесяти государствах. Во многих из них порода известна просто как нубийская.

## История

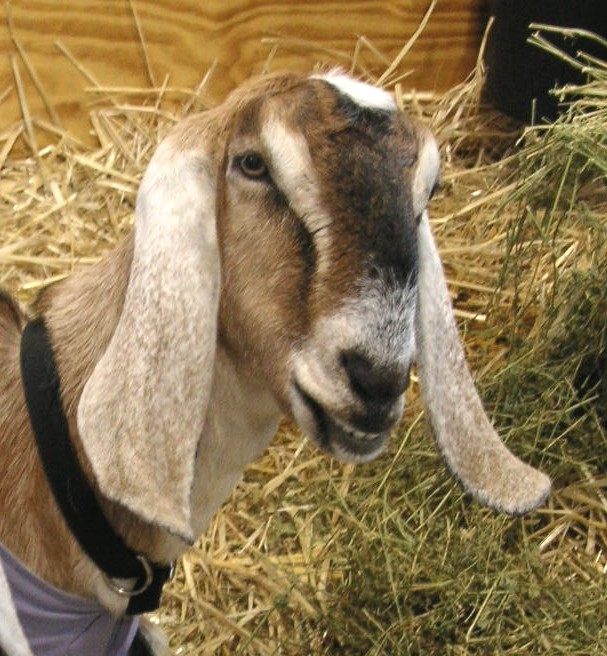
Отличительное морда нубийца

Англо-нубийскую породу коз вывели путём скрещивания староанглийской дойной и ангарской коз в Англии в 1920—1930-х. Считается, что нубийская порода является наиболее древней из одомашненных. Название происходит от одноимённой пустыни в Судане, где 9,5 тыс. лет назад жили эти козы. Первую информацию о породе предоставили французские учёные Средневековья. Современная порода получилась благодаря селекционерам Великобритании, результатом исследований стали козы англо-нубийской породы.

## Характеристики породы
Типичный нубийский козел имеет большие размеры и несет больше мяса, чем другие молочные породы. Они мощные, но при этом выглядят очень грациозно.
Окрас может быть любого цвета, уши длинные, висящие и болтающиеся, у них очень округлый нос, который также называют «римским».
Нубийские козы общительные, дружелюбные и крикливые. Из-за удлиненных ушей и гладкого тела, у нубийцев есть множество прозвищ, в том числе «Вислоухая коза», «Коза-кролик», «Ушастая коза» и «Борзая коза».
Англо-нубийцы достаточно большие. Вес самок составляет не менее 135 фунтов (61 кг), а самцов 175 фунтов (79 кг). Козлы немного выше коз. Минимальная высота породы, измеренная в холке: самки составляет 30 дюймов (76,200000 см), а самца 35 дюймов (88,9000000 см). Как и большинство молочных коз, их обычно держат без рогов, обезрожевание происходит примерно в течение двух недель после рождения.

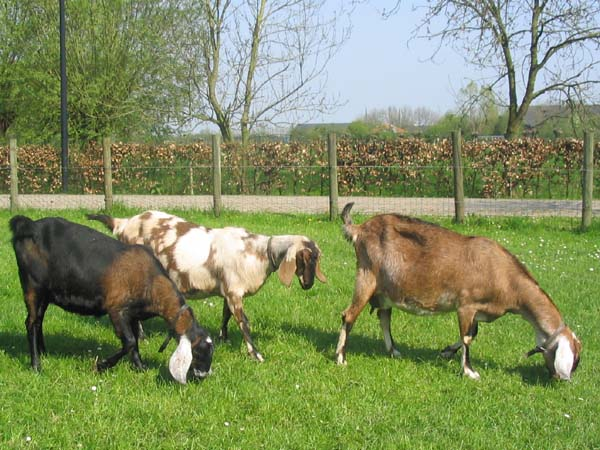
Нубийские козы

## Продуктивные качества
Размер нубийца делает его очень производительным животным двойного назначения. Уже после 1 окота одна коза даёт до 3 литров молока в день (в среднем). После каждого последующего появления потомства удои увеличиваются до 6 л. Молоко нубийских коз имеет деликатный сливочный вкус, так как процент жира находится на уровне 7 %. Порода лидирует в производстве молочных жиров: она производит в среднем 4,6 % или более. Её превосходят только нигерийские карлики, козлята пигмеев и бурские козы, которых с меньшей вероятностью будут выращивать для производства в больших масштабах, например, для молоко- или сырзавода.